# Eleição presidencial em Taiwan em 2020
A 15ª eleição presidencial e vice-presidencial da República da China (em chinês: 中華民國 第十五 屆 總統 、 副 選舉) foi realizada em 11 de janeiro de 2020. O processo de eleições primárias e nomeações presidenciais foi realizado no final de 2019.
A atual presidente Tsai Ing-wen, do Partido Democrático Progressista (PDP), venceu a eleição. Ela está programada para ser reinaugurada no cargo em 20 de maio de 2020. A 10ª eleição do Yuan Legislativo foi realizada simultaneamente, na qual o PDP manteve a maioria dos assentos.

## Resultados
A presidente em exercício Tsai Ing-wen, venceu a eleição presidencial de Taiwan em 2020 com seu Partido Democrático Progressista e foi reeleita para um segundo mandato com 8,17 milhões de votos (57,1%). É a primeira vez que um candidato em uma eleição presidencial de Taiwan recebe mais de 8 milhões de votos. O candidato rival Han Kuo-yu, do partido político Kuomintang da China (KMT), foi o segundo colocado com 5,52 milhões de votos (38,6%). O candidato do PFP, James Soong, ficou em terceiro e recebeu pouco mais de 600.000 votos (4,26%). A participação nessas eleições foi de 74,9%, superior à participação de 66% na eleição presidencial de 2016. Em uma manifestação eleitoral após o anúncio dos resultados, Tsai declarou: "Taiwan democrática e nosso governo eleito democraticamente não admitirão ameaças e intimidações. Os resultados dessa eleição tornaram essa resposta muito clara".
Sumário de resultados da eleição presidencial e vice-presidencial de 11 de janeiro de 2020
| Partido | Partido                          | Candidatos   | Candidatos      | Votos      | Percentagem |      |
| ------- | -------------------------------- | ------------ | --------------- | ---------- | ----------- | ---- |
| Partido | Partido                          | Presidente   | Vice-presidente | Votos      | Percentagem |      |
|         | Partido Democrático Progressista | Tsai Ing-wen | William Lai     | 8.170.231  | 57,13       |      |
|         | Kuomintang                       | Han Kuo-yu   | Chang San-cheng | 5.522.119  | 38,61       |      |
|         | PFP                              | James Soong  | Sandra Yu       | 608.590    | 4,26        |      |
| Total   | Total                            |              |                 | 14.300.940 | 100%        | 100% |